# Фронт национального освобождения имени Фарабундо Марти
Фронт национа́льного освобожде́ния и́мени Фарабу́ндо Марти́ (ФНОФМ, исп. Frente Farabundo Martí para la Liberación Nacional, FMLN) — политическая партия левой ориентации, одна из двух крупнейших партий в Сальвадоре (наряду с правоконсервативным Националистическим республиканским альянсом). Носит имя лидера сальвадорских революционеров начала XX века Фарабундо Марти.
Образованный как коалиция пяти повстанческих организаций в 1980 году и связанный с Революционно-демократическим фронтом, ФНОФМ являлся одной из сторон Гражданской войны в Сальвадоре. После положивших конец войне Чапультепекских соглашений 1992 года трансформировался в легальную парламентскую партию социалистического толка, в 2009 году победившую на парламентских и президентских выборах. Президенты от ФНОФМ Маурисио Фунес и Сальвадор Санчес Серен руководили страной в 2009—2019 годах.

## Создание и структура
Организация была создана в течение 1980 года. Первым шагом стало заключенное в декабре 1979 года соглашение о создании координационного центра, в который вошли представители трех революционных организаций: «Народные силы освобождения имени Фарабундо Марти» (FPL), «Вооружённые силы национального сопротивления» и Коммунистической партии Сальвадора (PCS). Договорившись о единстве действий, каждая из трёх организаций оставалась независимой. В январе 1980 года к соглашению присоединилась также «Революционная партия Сальвадора — Революционная народная армия» (ERP). Совместно ими была разработана программная платформа будущего революционного правительства страны, а согласование позиций по основным вопросам военного, политического, национального и международного характера позволило создать в январе 1980 года «Революционный координационный комитет», на основе которого к маю 1980 года было создано общее военное командование (Direccion Revolucionario Unificada — Объединённое революционное руководство).
Наконец, 11 октября 1980 года был создан единый Фронт национального освобождения, в состав которого вошли:
- Народные силы освобождения имени Фарабундо Марти (FPL),

- вооруженные формирования: EPL (Ejército Popular de Liberacion)

- Революционная партия Сальвадора (PRS, Partido de la Revolución Salvadoreña),

- вооруженные формирования: «Революционная армия народа» (ERP, Ejército Revolucionario del Pueblo),

- Национальное Сопротивление (RN),

- вооруженные формирования: «Вооруженные силы национального сопротивления» (RN-FARN, Fuerzas Armadas de la Resistencia Nacional)

- Коммунистическая партия Сальвадора (PCS),

- вооруженные формирования: «Вооруженные силы освобождения» (FAL, Fuerzas Armadas de Liberación)

- Революционная партия трудящихся Центральной Америки (PRTC)

- вооруженные формирования: ERTC (Ejército Revolucionario de los Trabajadores Centroamericanos)

Каждая организация делегировала по 3 представителя в руководство движения, но при этом сохранила собственные вооруженные отряды и определённую автономию действий на тактическом уровне.
На раннем этапе лидером движения являлся Сальвадор Каэтано Карпио, а после его самоубийства 12 апреля 1983 г. — Хоакин Вильялобос, лидер ERP. После заключения мирных соглашений на первый план вышла чисто политическая работа и стал постепенно выдвигаться Шафик Хандаль. Таким образом 

 Сальвадорский ФНОФМ (Фронт национального освобождения имени Фарабундо Марти) образовался из пяти организаций, из которых коммунистической официально была только одна — Сальвадорская Коммунистическая Партия (PCS). Как мы видим, с момента создания первой социалистической республики региона — Кубы — прошло 50 лет, а идеи социализма не исчезли, а стали социальной практикой, и, по сути, единственной альтернативой сегодняшнему неоколониализму США. И открытость большинства левых региона к сотрудничеству стала одной из основных причин этом.
Одним из тезисов программы ФНОФМ являлась ликвидация неграмотности и создание доступной системы школьного образования в стране. Уже в апреле 1980 года в джунглях на склоне вулкана Чинчонтепек (на границе департаментов Сан-Висенте и Ла-Пас в центральной части страны) была открыта первая школа ФНОФМ (в ней учили детей партизан ФНОФМ и перешедших на нелегальное положение и вынужденных скрываться сторонников ФНОФМ). Изначально, она состояла из одного класса, в котором училось только 25 детей. В дальнейшем количество учеников увеличилось. В 1982 году количество школ ФНОФМ увеличилось до десяти (в глубине каждого из контролируемых ФНОФМ районов), и их учебная программа состояла из пяти предметов - грамматика испанского языка, чтение и письмо, арифметика, география и история. Образование было бесплатным.

## В период гражданской войны (1980—1992)
ФНОФМ при поддержке Кубы и Никарагуа вел партизанскую войну против военной диктатуры с 1980 по 1992 годы.
Оценки общей численности активистов ФНОФМ в этот период варьируются в достаточно широких пределах. По современным оценкам, в 1985 году силы ФНОФМ насчитывали от 6000 до 15 000 бойцов, в 1987—1988 годах — примерно 4500-6000 бойцов, в 1989 году — 7000, в 1990 — примерно 6000-8000, в 1991 году — около 6-7 тыс.. На момент окончания гражданской войны в декабре 1992 года, в рядах ФНОФМ насчитывалось примерно 8000 — 10 000 активистов (в том числе не менее 6 000 бойцов).

### Структура вооруженных сил ФНОФМ
- «Главное командование» (Comandancia General) — высшее военное руководство ФНОФМ;
- «силы специального назначения» (Fuerzas Especiales Selectas, FES) — немногочисленные (не более взвода), оснащенные лучшим оружием, отряды ветеранов, прошедших специальную подготовку и находившиеся в прямом подчинении высшего военного командования. Включали отряды «саперов», «городских коммандос» и боевых пловцов.
- «стратегические мобильные силы» — мобильные военизированные подразделения ветеранов, прошедшие курс военной подготовки в тренировочных лагерях и организованные по образу регулярных войск (взводы, «колонны», роты и — в период 1981—1984 годов — батальоны), зоной действий которых была вся территория страны.
- «партизанские отряды» — отряды и взводы, созданные по территориальному принципу и действовавшие в пределах определённого региона. По качеству подготовки и вооружения, уступали «мобильным силам» (нередко использовали устаревшее и самодельное оружие). Оказывали помощь «мобильным силам», обеспечивали защиту территории, патрулирование местности, сбор налогов, самостоятельно проводили небольшие операции: вступали в перестрелки и организовывали засады на мелкие подразделения, проводили налеты…
- «народная милиция» (guerrilleros milicianos) — отряды и группы, в которых военному делу были обучены только командиры: молодежь, студенты, рабочие… Находились на легальном или полулегальном положении. Оружия практически не имели (за исключением пистолетов, «коктейля Молотова» и т. п.). В боевых действиях участвовали редко, в качестве усиления или выполняли второстепенные функции. Обеспечивали вербовку сторонников, сбор информации, денежных средств и необходимых материалов, пропаганду, курьерскую связь, совершали акты саботажа и диверсии[10].

### Вооружение ФНОФМ
Оценки общего количества вооружений ФНОФМ и источников их получения существенно различаются. Например, в ходе гражданской войны представители правительства Сальвадора и правительства США неоднократно заявляли, что ФНОФМ практически полностью обеспечивают вооружением социалистические страны. Представители ФНОФМ заявляли, что обеспечивают себя оружием самостоятельно (отчасти, это обстоятельство подтверждали даже их противники и представители правительственных сил).
- например, после подведения итогов летнего наступления 1982 года, командование ФНОФМ выступило с заявлением, что только в период с июля по октябрь 1982 года у правительственных сил было захвачено 650 шт. стрелкового оружия, более 20 единиц тяжелого вооружения (противотанковые гранатомёты, миномёты и орудия) и 235 пленных. Представитель министерства обороны признал, что в этот период было утрачено «более 600 единиц оружия, но в основном это винтовки»[11]
- представители ФНОФМ неоднократно заявляли, что часть автоматов Калашникова и иного оружия производства социалистических стран была приобретена ими у никарагуанских «контрас»[12][13]. В сентябре 1988 года один из руководителей «контрас» по имени Horacio Arce (Commander Mercenario) признал, что часть оружия, полученного от американцев, «контрас» продали ФНОФМ с целью получения прибыли[14].

В общей сложности, в период с 1981 по 1990 годы правительственными силами было захвачено 10 525 шт. огнестрельного оружия.
- количественно преобладает штатное армейское вооружение, находившееся на вооружении правительственных сил Сальвадора (армии, Национальной гвардии и полиции): американские автоматические винтовки AR-15, М-16, CAR-15 (4730 шт.); немецкие автоматы H&K G-3; израильские пистолет-пулемёты UZI, а также существенно меньшее количество трофейного тяжелого вооружения: пулеметы M-60, Browning M2HB, противотанковые гранатометы LAW и несколько безоткатных орудий.
- кроме того, некоторое количество оружия, находившегося на вооружении армий иных стран Латинской Америки (в том числе устаревшее оружие американского производства времен Второй Мировой войны, поставленное в 1941—1970-е по программам военной помощи): бельгийские штурмовые винтовки FN FAL, израильские автоматы Galil и пистолет-пулеметы UZI, американские карабины M-1 и пистолет-пулеметы «томпсон»…
- оружие производства социалистических стран впервые было замечено в 1984 году, но вплоть до 1987 года составляло менее 1 % от всего оружия, захваченного правительственными силами, к 1990 году оно составляло 30 % от вооружения повстанцев, в том числе — значительную часть тяжелого вооружения и практически все зенитно-ракетные комплексы: всего, 937 шт. автоматов АКМ (производства Венгрии, Югославии, ГДР и КНДР), 19 шт. советских снайперских винтовок СВД, 31 шт. ручных пулеметов РПК (производства Югославии и Румынии), чехословацкие пистолет-пулеметы vz.23 и vz.25, противотанковые гранатометы «тип 56» (китайского производства) и РПГ-7 (советского производства), 24 шт. зенитно-ракетных комплексов «Стрела-2».
- отдельно выделяется оружие, происхождение которого установить не представляется возможным: старые магазинные винтовки с ручным перезаряжанием 1910—1940-х годов, охотничьи ружья, египетские пистолеты-пулеметы «Port-Said», несколько австрийских пистолет-пулеметов Steyr MPi-69 и немецких H&K MP.5, один зенитно-ракетный комплекс FIM-43A «Redeye»…[15]

Следует учитывать, что в приведенном перечне не учитывалось самодельное оружие, самостоятельно изготовленное ФНОФМ в оружейных мастерских и полукустарных условиях (ручные гранаты, разнообразные мины, некоторое количество однозарядных винтовок и самодельных минометов).
После подписания мирных соглашений в 1992 году вооружённые формирования ФНОФМ были демобилизованы и разоружены. По состоянию на 15 декабря 1992 года командование ФНОФМ сдало 93 % оружия, об обладании которым они сообщили на переговорах (но при этом сообщили, что некоторое количество оружия могло быть спрятано активистами). В конечном итоге, в период с начала 1992 года до конца 1993 года по данным ONUSAL (United Nations Observer Mission in El Salvador) в стране было сдано, обнаружено и изъято 411 пистолетов, 239 пистолет-пулемётов, 8268 автоматов, 271 пулемёт, 662 гранатомёта, 379 миномётов и безоткатных артиллерийских орудий, 74 ракет и реактивных снарядов, 140 реактивных гранат, 4 032 606 шт. патронов, 9228 миномётных мин и ручных гранат (включая самодельные гранаты и газовые гранаты, снаряженные CN.57). Эти цифры включают оружие, которое было сдано активистами ФНОФМ; оружие, изъятое у активистов и сторонников ФНОФМ, а также оружие, обнаруженное на местах боевых действий, в тайниках и «схронах» при проведении поисковых мероприятий (хотя владельцы некоторых тайников установлены не были). В целом, до настоящего времени на руках у населения имеется значительное количество оружия.

### Фронты ФНОФМ
В начальный период гражданской войны ФНОФМ разделил территорию страны на пять фронтов:
- западный фронт («Feliciano Ama»);
- промежуточный центральный фронт («Clara Elizabeth Ramírez»), впоследствии переименованный в «Anastasio Aquino»;
- центральный фронт («Modesto Ramírez»);
- восточный фронт («Francisco Sanches»), впоследствии разделенный на две равные части:

- северо-восточный фронт («Apolinario Serrano»)
- северо-западный фронт («Felipe Peña»).

Кроме того, борьба арестованных активистов ФНОФМ в местах заключения получила название «пятый фронт борьбы» (Quinto Frente de Guerra «Pedro Pablo Castillo»).

### Международное признание
26 августа 1981 года правительства Мексики и Франции признали РДФ и ФНОФМ в качестве политической силы, затем последовало признание Никарагуа, затем, до конца года — признание Норвегией и Голландией, а к 1984 году ФНОФМ имел постоянные представительства в 30 странах Европы и Латинской Америки. По состоянию на май 1987 года, РДФ и ФНОФМ были признаны 40 странами мира и 70 международными и межправительственными организациями (в том числе несколькими комиссиями ООН).

## После окончания гражданской войны
Впоследствии движение трансформировалось в легальную политическую партию.
В начале декабря 1994 года после выборов в Законодательную Ассамблею часть активистов ERP и RN покинула ФНОФМ, раскол левых сил вызвал укрепление позиций правых и консервативных партий. В результате, представители ФНОФМ получили 21 место в парламенте.
В 1995 года политические структуры входивших в ФНОФМ организаций объявили о самороспуске, их активисты вошли непосредственно в состав ФНОФМ. Теперь внутри ФНОФМ существуют течения, объединяющие представителей прежних политических структур.
В марте 1997 года на следующих выборах в Законодательную Ассамблею ФНОФМ существенно укрепил свои позиции, получив 28 из 64 мест в парламенте; кроме того, представители ФНОФМ заняли должности мэра в столице и 55 других городах из 262 городов страны
На парламентских выборах 2000 года ФНОФМ получил 31 место в парламенте.
На парламентских выборах 2003 года ФНОФМ также получил 31 место в парламенте.
В октябре 2004 года была открыта школа подготовки активистов (Escuela de Formación Política-Ideológica «Farabundo Martí»).
На парламентских выборах 2009 года ФНОФМ получил 42,6 % голосов и 35 депутатских мест.
15 марта 2009 года представитель умеренного крыла ФНОФМ Маурисио Фунес победил на президентских выборах кандидата правых сил, получив 1354 тыс. (51,32 %) голосов избирателей.
Так, на последних выборах в пользу противника Фунеса было «вброшено», по оценке экспертов[каких?], от 10 до 15 процентов голосов. Власти автобусами привозили граждан Гондураса, а также Гватемалы и Никарагуа для того, чтобы они голосовали под видом жителей Сальвадора, размещали «гостей» на ночлег в специально выделенных для этого правительственных зданиях и школах, снабжали фальшивыми удостоверениями личности, включали в избирательные списки. Однако Фунес шёл с настолько ошеломляющим отрывом, что эти подтасовки не помогли[уточнить].
На президентских выборах 2014 года победу одержал кандидат ФНОФМ вице-президент Сальвадор Санчес Серен, набравший во втором туре 50,11 % голосов.
На парламентских выборах 2015 года ФНОФМ получил 37,28 % голосов и 31 депутатское место.
На парламентских выборах 2018 года ФНОФМ получил 24,54 % голосов и 18 депутатских мест.
На парламентских выборах 2021 года ФНОФМ получил 6,97 % голосов и 4 депутатских места.

## Персоналии
- Сальвадор Каэтано Карпио
- Мелида Аная Монтес
- Шафик Хорхе Хандаль
- Рафаэль Менхивар Ларин
- Сальвадор Санчес Серен
- Антонио Карденаль Кальдера
- Пакито Арриаран
- Хоакин Вильялобос
- Лори Беренсон